# 喉嚢炎
喉嚢炎（こうのうえん、英: inflammation of the guttural pouches）とは喉嚢における炎症性疾患であり、咽頭口やリンパ節へ感染した細菌や真菌から二次的に波及して発生する。喉嚢は耳管の軟骨部から形成される家畜ではウマに特有の構造。鼻漏、嚥下障害、呼吸困難、鼻出血が認められ、出血多量で死亡する個体も認められる。血液所見は白血球の増加、血漿フィブリノーゲンの上昇が認められ、白血球分画はストレス反応性の様相を示すことがある。治療には全身的な抗菌薬の投与、排膿、内頸動脈の結紮などが行われる。耳下腺リンパ節の腫脹との鑑別が必要である。